# Shenzhou 9
Shenzhou 9 (chinesisch 神舟九号) war die neunte Mission zur Erprobung bemannter Raumfahrzeuge im Rahmen des Bemannten Raumfahrtprogramms der Volksrepublik China. Sie war der bis dahin längste chinesische Raumflug, außerdem wurde zum ersten Mal ein chinesisches Raumlabor in Betrieb genommen.

## Besatzung
Die Besatzung wurde am 15. Juni 2012 bekannt gegeben:
- Jing Haipeng (2. Raumflug)
- Liu Wang (1. Raumflug)
- Liu Yang (1. Raumflug, sie ist die erste Raumfahrerin Chinas)[2]

Als Reservemannschaft wurden Nie Haisheng, Zhang Xiaoguang und Wang Yaping bestimmt,
die dann ein Jahr später bei Shenzhou 10 zum Zug kamen.

## Missionsbeschreibung
Der Start erfolgte am 16. Juni 2012 um 10:37:24 Uhr UTC.
Nach einem zweitägigen Anflug koppelte Shenzhou 9 am 18. Juni 2012 um 06:07 Uhr UTC vollautomatisch an dem im September 2011 gestarteten Raumlabor Tiangong 1 an. Um 06:14 Uhr UTC war das Koppeladapter vollständig verriegelt und die Stromverbindung zwischen Raumlabor und Raumschiff hergestellt. Nach den Tests bei der unbemannten Mission Shenzhou 8 im November 2011 war dies das erste Mal, dass ein bemanntes Raumschiff ein Kopplungsmanöver im All durchführte.
Um 09:06 Uhr UTC, drei Stunden nach dem Andockmanöver, wechselten Jing Haipeng, Liu Wang und Liu Yang in das Raumlabor.
Die Aufgabe der Besatzung war, das Raumlabor in Betrieb zu nehmen und die notwendigen Voraussetzungen für den Betrieb von Raumstationen zu erforschen. Für die Mannschaft war durchaus Komfort geboten. Es gab zwei mit einem Vorhang abgetrennte Schlafplätze (das dritte Besatzungsmitglied musste seinen Schlafsack auf dem „Boden“ ausbreiten); anders als bei den vorangegangenen Missionen musste nicht 24 Stunden immer ein Raumfahrer Wache halten, sondern alle konnten sich am Abend schlafen legen.
Darüber hinaus wurden medizinische Experimente zur Erforschung von Langzeitaufenthalten von Stationsbesatzungen im All durchgeführt.
Am 19. Juni 2012 um 07:19 Uhr UTC wurden die Triebwerke am Heck des Raumlabors für 7 Sekunden gezündet, um ein Bahnkorrekturmanöver durchzuführen. Das Manöver wurde vom Raumfahrtkontrollzentrum Peking aus gesteuert, die Raumfahrer hatten sich auf Sitzstangen fixiert.
Am 24. Juni 2012 begab sich die Besatzung wieder in das Raumschiff Shenzhou 9. Um 03:12 Uhr UTC koppelte das Raumschiff nach einem vom Raumfahrtkontrollzentrum Peking gefunkten Steuerbefehl autonom vom Raumlabor ab und nahm eine Position in 400 m Entfernung ein. Anschließend näherte sich das Raumschiff dem Labor wieder an und erreichte um 03:47 Uhr eine Parkposition 140 m vor dem Raumlabor. Nun überprüften die Experten im Raumfahrtkontrollzentrum Peking die Fluglage der beiden Raumflugkörper. Um 04:38 Uhr UTC wurde Liu Wang das Kommando übergeben. Der Raumfahrer steuerte Shenzhou 9 manuell an das Raumlabor heran, während seine beiden Kollegen die Instrumente und die Zielmarkierung überwachten. Um 04:48 Uhr UTC koppelte das Raumschiff präzise am Raumlabor an. Dies war das erste Mal, dass ein chinesischer Raumfahrer ein manuelles Koppelmanöver durchführte.
Die Besatzung verließ die Raumstation am 27. Juni gegen 22:00 Uhr UTC und schloss die Luke um 22:27 Uhr UTC. Am 28. Juni 2012 um 01:22 Uhr UTC führte Liu Wang manuell die Abkopplung von Tiangong 1 durch und steuerte Shenzhou 9 in eine sichere Entfernung vom Raumlabor.
Nachdem die Landekapsel mit dem noch damit verbundenen Servicemodul vom Orbitalmodul des Raumschiffs abgekoppelt hatte, erfolgte am Folgetag um 01:18 Uhr UTC die Bremszündung. Die Landung erfolgte am 29. Juni 2012 um 02:02 Uhr UTC auf dem Hauptlandeplatz der Volksbefreiungsarmee in der Inneren Mongolei.
Am 2. Dezember 2012 trat das in der Umlaufbahn verbliebene Orbitalmodul in die Atmosphäre ein und verglühte.